# سليمان ساني
سليمان ساني (بالفرنسية: Souleymane Sané)‏ هو لاعب كرة قدم ومدرب كرة قدم سنغالي في مركز الهجوم، ولد في 26 فبراير 1961 في داكار في السنغال. شارك مع منتخب السنغال لكرة القدم. أما مع النوادي، فقد لعب مع تيرول إنسبروك وفاتنشايد 09 ولاسك لينتس ونادي شافهاوزن ونادي فرايبورغ ونادي لوزان ونادي نورنبرغ.

## وصلات خارجية
- سليمان ساني على موقع قاعدة بيانات كرة القدم.إي يو (الإنجليزية)
- سليمان ساني على موقع بيانات كرة القدم. دي إي (الألمانية)
- سليمان ساني على موقع ناشيونال فوتبول تيمز (الإنجليزية)
- سليمان ساني على موقع عالم كرة القدم.نت (الإنجليزية)